# Арсам (сатрап Дрангианы)
Арсам — возможно, сатрап Дрангианы в начале 30-х годов IV века до н. э.
Об Арсаме известно из «Истории Александра» Курция Руфа. Согласно сведениям римского историка, Стасанор был поставлен на пост Арсама, «префекта дрангов» Эти события имели место зимой 328/7 г. до н. э., когда Александр Македонский пребывал в Наутаке. О назначении Стасанора сатрапом Дрангианы говорит и Арриан в «Анабасисе Александра», хотя имени Арсама он не упоминает.
По мнению некоторых исследователей, у Курция Руфа в этом пассаже допущены несколько ошибок и речь должна идти об Арсаке, правившем Арией. Однако, по замечанию М. М. Холода, нет ничего удивительного, что соседствующие друг с другом сатрапии возглавлялись людьми с похожими именами. По мнению российского исследователя, перс Арсам властвовал Дрангианой как самостоятельной провинцией, отторгнутой от Арахосии после её завоевания македонянами с конца 330 года до н. э. В. Хеккель также отошёл от ранее занимаемой им позиции и отметил, что Арсам и Арсак лишились своих должностей в разное время, при этом Арсам в отсутствие каких-то предъявленных обвинений. Американский антиковед высказал предположение, что Арсам мог быть сыном Атропата и разделил судьбу отца после его отставки.